# Асти, Адриана
Адриана Асти (итал. Adriana Asti; 30 апреля 1931, Милан — не позднее 31 июля 2025, Рим) — итальянская актриса

.

## Биография
В кино дебютировала в 1959 году в фильме «Ночной город». В 1974 году награждена премией «Давид Ди Донателло», трижды награждалась за фильмы Una breve vacanza (1974), L’eredità Ferramonti (1977), La meglio gioventù (2004).
В 1967—1972 годах была женой Бернардо Бертолуччи.
Скончалась 31 июля 2025 года в Риме.

## Фильмография
- 1960 — Рокко и его братья
- 1961 — Аккатоне
- 1964 — Перед революцией
- 1972 — Людвиг — Лиля фон Булёвски
- 1973 — Короткий отпуск
- 1974 — Призрак свободы
- 1975 — Зорро — Карменсита
- 1979 — Калигула — Энния Невия
- 2003 — Лучшие годы молодости
- 2011 — Неоконченный роман
- 2014 — Пазолини — Сузанна Пазолини

| Год  | Премия             | Категория     | Фильм или сериал | Результат |
| ---- | ------------------ | ------------- | ---------------- | --------- |
| 1974 | Давид ди Донателло | Special David |                  | Победа    |